# Pyrinia insula
Pyrinia insula är en fjärilsart som beskrevs av W. Warren 1906. Pyrinia insula ingår i släktet Pyrinia och familjen mätare. Inga underarter finns listade.